# Janet Suzman
Dame Janet Suzman, DBE (Johannesburg, 9 de febrer de 1939), és una actriu i directora sud-africana.

## Biografia
Suzman va néixer a Johannesburg en una família jueva. Els seus pares van ser Betty i Saul Suzman, un importador de tabac. El seu avi, Max Sonnenberg, va ser membre de parlament sud-africà. Suzman és neboda de l'activista Helen Suzman. Suzman va estudiar en el Kingsmead College a Johannesburg i posteriorment va anar a la Universitat de Witwatersrand, on va estudiar anglès i francès. El 1959, es va mudar a Londres.
Després d'estudiar teatre en l'Acadèmia de Música i Art Dramàtic de Londres, Suzman va debutar en l'obra Billy Liar el 1962 en el Tower Theatre (Ipswich). El 1963, es va unir a la Royal Shakespeare Company (RSC), i debutà com a Joana d'Arc en The Wars of the Roses. Amb la RSC, va tenir l'oportunitat d'interpretar diverses heroïnes de Shakespeare, com Rosaline en Treballs d'amor perduts, Porcia en El mercader de Venècia, Ofelia en Hamlet, Catalina en La feréstega domada i Lavinia en Titus Andrònic. Encara que, generalment, actuava en obres clàssiques i de Shakespeare, Suzman també va participar en produccions d'obres de Jean Genet, Harold Pinter, Ronald Harwood, Kenyon Nicholson i Edward Albee.
Suzman va aparèixer en diversos drames televisius britànics durant els anys 1960 i els 1970, incloent-hi adaptacions de Saint Joan (1968), Les tres germanes (1969), Macbeth (1970), Hedda Gabler (1972), La nit de reis (1973) i El detectiu cantant (1986).
Suzman va realitzar el seu debut cinematogràfic en Nicolau i Alexandra (1971). Per la seva interpretació de l'emperadriu Alexandra, va ser nominada a l'Oscar, al BAFTA i al Globus d'Or.
Posteriorment, va aparèixer en A Day in the Death of Joe Egg (1972) al costat d'Alan Bates. Des de llavors, Suzman ha aparegut en pocs films, incloent-hi The Black Windmill (1974) de Don Siegel, Nijinsky (1980), El contracte del dibuixant (1982) de Peter Greenaway, A Dry White Season (1989) al costat de Marlon Brando, E la nave va (1989) de Federico Fellini, Nuns on the Run (1990) i Max (2002).
De tornada a Sud-àfrica, Suzman va dirigir produccions d'Otel·lo, que també van ser televisades, i de Der gute Mensch von Sezuan en el Market Theatre de Johannesburg. També va realitzar una gira amb una adaptació del Jardí dels cirerers titulada The Free State. També ha dirigit diverses produccions des de 1990, incloent-hi A Dream of People amb la RSC, The Cruel Grasp en el Festival Internacional d'Edimburg, No Flies on Mr Hunter en el Chelsea Centre (1992), La mort d'un viatjant en el Clwyd Theatr Cymru (1993) i The Snow Palace en el Tour and Tricycle Theatre (1998).
El 2002, Suzman va tornar a la RSC per actuar en una nova versió de The Hollow Crown al costat de Donald Sinden, Ian Richardson i Derek Jacobi. El 2005, va aparèixer al costat de Kim Cattrall en una reestrena de l'obra de Brian Clark Whose Life Is It Anyway?. El 2007, Suzman va interpretar Volumnia en Coriolà a Stratford-upon-Avon.

## Filmografia
Filmografia:

### Cinema
- 1971: Nicolau i Alexandra (Nicholas and Alexandra): Alexandra
- 1972: A Day in the Death of Joe Egg: Sheila
- 1974: El molí negre (The Black windmill): Alex Tarrant
- 1976: El viatge dels maleïts (Viatge of the Damned): Lenny Strauss
- 1980: Nijinski: Emilia Marcus
- 1981: Priest of Love: Frieda Lawrence
- 1982: The Draughtsman's contract: la Sra. Herbert
- 1983: E la nave va... (And the Ship Sails Es): Edmea Tetua
- 1989: Una àrida estació blanca (A Dry White Season): Susan
- 1990: Nuns on the Run: la germana superiora
- 1992: Leon the Pig Farmer: Judith Geeler
- 2002: Max: la mare de Max
- 2002: A Fairy Story
- 2013: Felix: la Sra. Cartwright

### Televisió
- 1964: Festival (TV): Luciana
- 1965: War of the Roses (fulletó TV): Lady Anne / Joana d'Arc
- 1966: Lord Raingo (fulletó TV): Delphine (4 episodis)
- 1966: Conflict (fulletó TV): Joana d'Arc
- 1966: Theatre 625 (fulletó TV): Edith Swan-Neck / Mary (3 episodis)
- 1970: Solo (fulletó TV): Charlotte Brontë
- 1968-1972: BBC Play of the Month (sèrie TV): Joana d'Arc / Masha / Lady Macbeth / Hedda Gabler (4 episodis)
- 1974: Antony and Cleopatra: Cleòpatra
- 1974: Miss Nighthingale (telefilm): Florence Nighthingale
- 1974: 2nd House (fulletó TV): Athol Fugard
- 1976: Twelfth Night (telefilm): Viole
- 1976: Clayhanger (fulletó TV): Hilda Lessways / Hilda Clayhanger
- 1979: The House on Garibaldi Street (telefilm): Hedda
- 1993: Inspector Morse (TV): Dra. Clara Brewster
- 2010: Inspector Barnaby (TV): Lady Mathilda
- 2012: Labyrinthe: Esclarmonde

## Premis i nominacions

### Nominacions
- 1972: Oscar a la millor actriu per Nicolau i Alexandra
- 1972: Globus d'Or a la millor nova promesa per Nicolau i Alexandra
- 1972: BAFTA a la millor nova promesa per Nicolau i Alexandra